# Франклін (Айова)
Франклін (англ. Franklin) — місто (англ. city) в США, в окрузі Лі штату Айова. Населення — 131 особа (2020).

## Географія
Франклін розташований за координатами 40°40′1″ пн. ш. 91°30′42″ зх. д. / 40.66694° пн. ш. 91.51167° зх. д. (40.666965, -91.511803).  За даними Бюро перепису населення США в 2010 році місто мало площу 0,39 км², уся площа — суходіл.

## Демографія
Згідно з переписом 2010 року, у місті мешкали 143 особи в 60 домогосподарствах у складі 42 родин. Густота населення становила 370 осіб/км².  Було 64 помешкання (166/км²).
Расовий склад населення:
| - 99,3 % — білих - 0,7 % — корінних американців |

До двох чи більше рас належало 0,0 %. Частка іспаномовних становила 0,0 % від усіх жителів.
За віковим діапазоном населення розподілялося таким чином: 24,5 % — особи молодші 18 років, 60,1 % — особи у віці 18—64 років, 15,4 % — особи у віці 65 років та старші. Медіана віку мешканця становила 40,3 року. На 100 осіб жіночої статі у місті припадало 104,3 чоловіків;  на 100 жінок у віці від 18 років та старших — 96,4 чоловіків також старших 18 років.
Середній дохід на одне домашнє господарство  становив 61 347 доларів США (медіана — 53 125), а середній дохід на одну сім'ю — 75 509 доларів (медіана — 72 500). За межею бідності перебувало 7,9 % осіб, у тому числі 0,0 % дітей у віці до 18 років та 6,7 % осіб у віці 65 років та старших.
Цивільне працевлаштоване населення становило 56 осіб. Основні галузі зайнятості: виробництво — 25,0 %, освіта, охорона здоров'я та соціальна допомога — 21,4 %, публічна адміністрація — 12,5 %, роздрібна торгівля — 10,7 %.